# Ширше крок, маестро!
«Ширше крок, маестро!» — радянський художній короткометражний фільм 1975 року. Дебютна, ВДІКівська дипломна робота режисера Карена Шахназарова. За однойменною повістю Василя Шукшина (вперше опублікована в журналі «Новий світ» № 7 за 1970 рік).

## Сюжет
Про один день з життя сільського лікаря Солодовникова — молодого фахівця, спрямованого для обов'язкових трьох років практики в глибинку. 25-річний лікар, що постійно запізнюється на роботу весняним ранком вирішує почати жити «по великому» і будує амбітні плани своєї наукової кар'єри: до 45 років мати свою кафедру в Москві, купу наукових робіт, зграю учнів — і першим кроком за цим планом у нього сьогодні почати писати «Записки з глибинки сільського лікаря» і операція на меніску у маленького пацієнта. Але головлікар лікарні операцію переносить на наступний день, а його просить з'їздити за листами заліза для лікарні — випросити залізо у директора місцевого радгоспу не так то просто. Сідаючи на віз, запряжений несильно жвавою конячкою, герой вирушає в сусіднє село, весняною дорогою, що розкисла…

## У ролях
- Олександр Сафронов —  Георгій Миколайович Солодовников
- Ніна Гребешкова —  Анна Опанасівна, головлікар сільської лікарні
- Володимир Маренков —  Ненароков, голова радгоспу
- Георгій Бурков —  Морозов, комірник
- Микола Смирнов — епізод

## Знімальна група
- Режисер-постановник і сценарист — Карен Шахназаров
- Оператор-постановник — Володимир Шевцик
- Композитор — Ігор Назарук
- Художник — Микола Усачов